# Aldelmo di Malmesbury
Aldelmo, o Adelmo (antico inglese Ealdhelm, "Aeldhem", latino Aldhelmus o Althelmus o Adelelmus; Regno del Wessex, 639 circa – Doulting, 709 o 710), è stato un abate e vescovo anglosassone.
Fu abate di Malmesbury e vescovo di Sherborne. È ricordato come il più antico poeta anglosassone ad aver scritto in lingua latina; egli è considerato da Beda il Venerabile un grande erudito e primo classico della letteratura inglese. Egli è venerato come santo dalla Chiesa cattolica e da quella anglicana. La sua vita è stata scritta per la prima volta nel XII secolo dal monaco italiano Faritius di Arezzo.

## Biografia

### Infanzia ed educazione

#### Gli Studi presso Iona (ca. 660)
Aldelmo nacque intorno al 639 nel regno del Wessex, alla cui casata reale apparteneva, in quanto figlio del re Centwine (676-686); aveva una sorella di nome Osburg. Studiò inizialmente presso la scuola del monaco irlandese Maeldub (chiamato anche Maildulfo), fondatore dell’abbazia di Malmesbury. Durante la sua giovinezza, trascorse un periodo presso l’abbazia di Iona, dove svolse i suoi studi probabilmente sotto la tutela dell’influente monaco Adomnan. Venne così a contatto con la tradizione irlandese e coi principali autori latini, tra cui sicuramente il poeta Virgilio. Questo soggiorno si rivelò per lui molto significativo: sull’isola infatti avrà modo di apprendere le tecniche della metrica latina che venivano adottate nelle scuole irlandesi e che avranno importanti ripercussioni sulla sua produzione poetica. È inoltre qui che conoscerà il principe Aldfrith di Northumbria, suo compagno di studi momentaneamente esiliato, con il quale nascerà un profondo legame di amicizia.

#### La scuola di Canterbury (ca. 670)
La tappa successiva della sua formazione ebbe luogo presso la prestigiosa scuola di Canterbury, dove incontrò come maestri i fondatori Teodoro di Tarso, che era stato inviato in terra britannica nel 668 da Papa Vitaliano per divenire arcivescovo di Canterbury e Adriano, che nello stesso anno divenne abate a Sant’Agostino presso Canterbury. Aldelmo perfezionò la sua conoscenza del latino attraverso studi biblici, della grammatica e della patristica ed è probabile che ricevette anche qualche nozione di greco, lingua madre dei due maestri mediterranei. Dopo diversi anni, dovette tuttavia interrompere il suo soggiorno, forse a causa di una malattia.

### Abate di Malmesbury

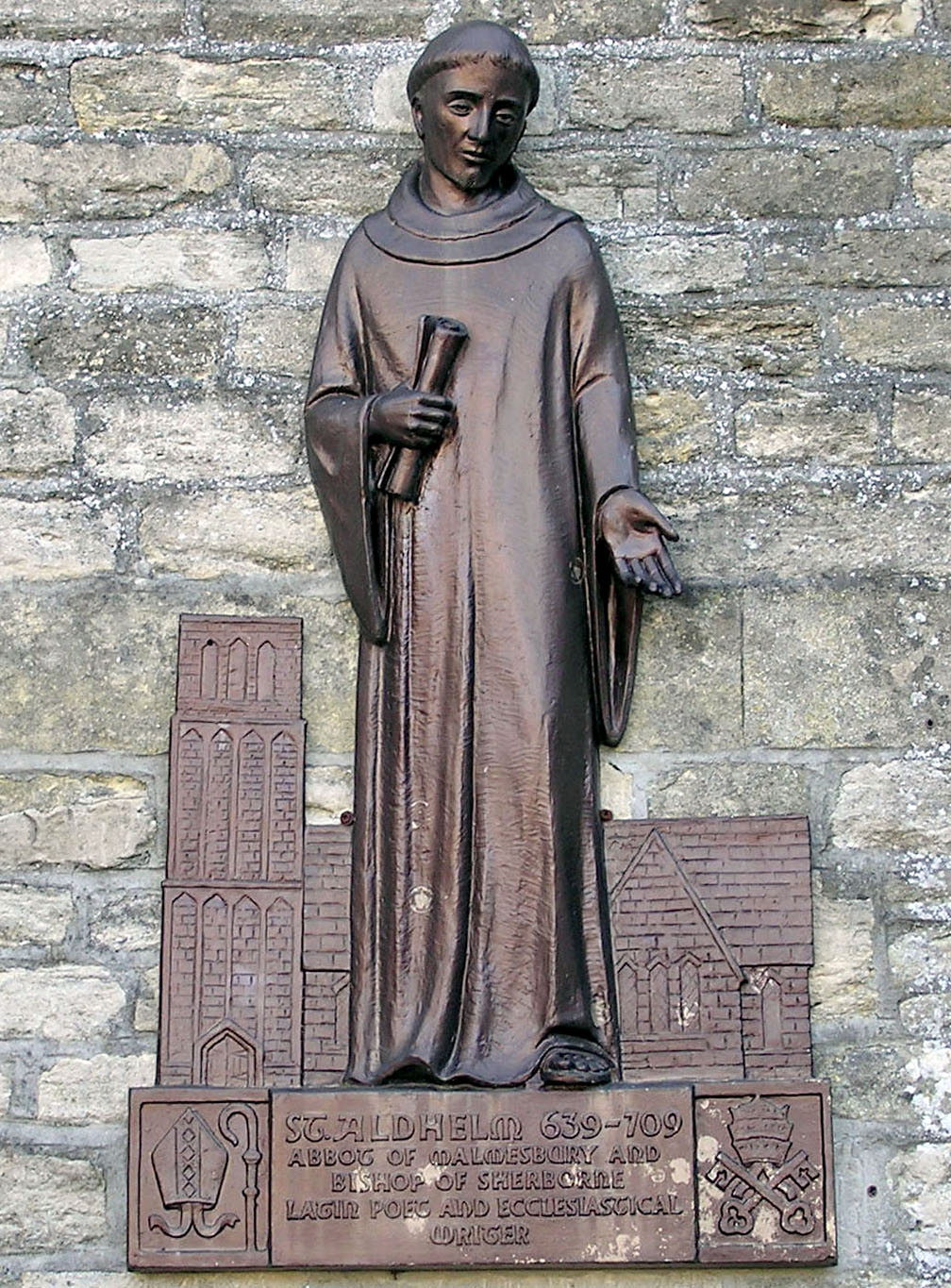
Targa murale nella chiesa cattolica di St Aldhelm a Malmesbury

Dopo la morte di Maeldub, Aldelmo divenne abate di Malmesbury. Non è certa la data della sua ordinazione, ma con molta probabilità si può collocare non prima del 685. È proprio qui che tra il 682 e il 685 il padre, dopo l’abdicazione, si ritirò a vita privata e non è escluso che la nomina ad abate di Aldelmo sia legata a una concessione da parte del primo, per distogliere il figlio da una possibile rivendicazione del trono vacante e già destinato a un altro nuovo re.
L’attività svolta a Malmesbury dall’abate fu molto vivace: introdusse nella comunità la regola benedettina, creò una biblioteca e istituì una scuola che accolse numerosi studenti. Alcuni di questi, come Aethilwald, intratterranno anche una relazione epistolare con Aldelmo, come alcune epistole ci testimoniano.
In questi anni Aldelmo compì un viaggio a Roma, dove visitò le principali basiliche e i numerosi santuari dedicati ai martiri locali. La presenza delle numerose iscrizioni che costellavano le chiese romane potrebbe aver dato l’idea all’abate di comporre simili tituli per le chiese del Wessex. Grazie alla personale conoscenza con Papa Sergio, presentò una petizione con la quale gli venne accordato il privilegio della diretta dipendenza da Roma per i due monasteri dei SS. Pietro e Paolo presso Malmesbury e di San Giovanni Battista presso Frome.
Avrebbe poi preso parte a un sinodo della Chiesa del Wessex, in seguito a un contrasto nato con la Chiesa di Devon e Cornwall, non allineata alle direttive di Roma circa la datazione della Pasqua e la forma della tonsura ma vicina invece alla tradizione bizantina; Aldelmo ammonì con una lunga epistola il loro re Gerentius risolvendo la controversia.
La fama di Aldelmo a questa epoca aveva già raggiunto altri paesi: nelle sue epistole si nota una corrispondenza con l’irlandese Cellanus di Péronne, monaco in Francia; anche il soggiorno italiano lo rese noto nella penisola.

### Vescovo di Sherborne
Dopo la morte del vescovo Haeddi di Winchester, intorno al 705, la diocesi venne divisa in due parti separate dalla foresta di Selwoode e Aldelmo divenne vescovo a Sherborne. Non si hanno che scarse notizie del suo episcopato. Mantenne la cattedra per quattro anni fino alla morte e si contraddistinse per la sua intensa ed energica attività.

### Morte e venerazione
Si spense nel 709 (o forse nel 710) mentre si trovava a Doulting e fu sepolto nella chiesa di San Michele presso il monastero di Malmesbury. I suoi biografi raccontano che le sue reliquie furono fonte di numerosi miracoli. Venne proclamato santo nel 1080 dall’arcivescovo di Canterbury Lanfranco e la sua memoria liturgica cade il 25 maggio.

## Opere e trasmissione manoscritta
La produzione di Aldelmo lo ha reso celebre fino ai giorni nostri in quanto è il primo anglosassone ad aver adottato il verso latino, grazie alla raffinata istruzione impartitagli a Iona e a Canterbury. Si servì di diverse strategie per facilitare la composizione dei suoi versi, per lo più ottosillabi, come l’uso ripetitivo di modelli metrici fissi e formule prestabilite. Tuttavia, la monotonia della sua tecnica è ben compensata dal brillante utilizzo di espedienti come l’allitterazione o la varietà del lessico poetico. Fu sicuramente uno degli autori più letti e studiati nelle scuole anglosassoni, dalle generazioni immediatamente successive alla sua morte, fino alla conquista dei Normanni del 1066. Il numero elevato di manoscritti che circolavano a quel tempo ci testimonia l’ampia fortuna delle sue opere. Beda il Venerabile, nella sua Historia ecclesiastica gentis Anglorum, parlerà di Aldelmo con toni encomiastici esaltando la sua grande erudizione.
Tutte le opere di Aldelmo sono state pubblicate per la prima volta da Rudolf Ehwald nel 1919 nei Monumenta Germaniae Historica. Gli scritti di Aldelmo sono difficilmente databili e per questo, nello stabilire la cronologia delle sue opere, si fa spesso riferimento alle formule con le quali egli etichetta sé stesso.
Sappiamo che nel periodo che precede la nomina ad abate, Aldelmo usa descrivere sé stesso come vernaculus ecclesiae, cioè servo della Chiesa. Risalgono a questa epoca:

### De virginitate
Scritto prima del 690 (anche se altri critici credono sia stato scritto dopo il 705). Ha una parte in prosa (con qualche parte in versi) seguito da un poema di 3000 esametri. i modelli sono tratti dalla Bibbia e dalle storie dei martiri mentre le fonti letterarie sono Cassiano, Agostino, Gregorio Magno, Cipriano e Girolamo mentre le fonti per la parte in versi è la Psicomachia di Prudenzio.
Esso è un lungo trattato in prosa sotto forma di lettera dedicata alla badessa di Barking Ildelita e alle sue monache, tra cui Osburga, sorella di Aldelmo stesso. L’opera vuole essere una esortazione a perseguire nella vita di castità, attraverso l’illustrazione di esempi sulla verginità sia maschile che femminile. Lo stile risulta estremamente difficile e ricercato, soprattutto per l’elevata occorrenza di arcaismi e grecismi. La prosa del De virginitate venne studiata intensamente nelle scuole anglosassoni dalle generazioni immediatamente successive ad Aldelmo fino alla conquista dei Normanni nel 1066; il risultato di questi studi è ben visibile nelle innumerevoli glosse in latino o antico inglese che accompagnano alcuni manoscritti sopravvissuti. Inizialmente, il testo concepito da Aldelmo, o textus Aldhelmianus, prevedeva una forma più epistolare dell’opera, scandita in capitoli.
L’opera è trasmessa dai seguenti manoscritti, datati tra il IX e il XIII secolo:
- Bruxelles, Bibliothèque Royale «Albert Ier», 1650 (1520), ff. 1-56,Canterbury?; Abingdon, St. Mary, abbazia OSB?,XI secolo; textus Aldhelmianus glossato.
- Cambridge, Corpus Christi College, Ms. 326 (K. 12), X secolo.
- Cambridge, Gonville and Caius College, 68/35, XIII secolo.
- Cambridge, University Library, Add. 3330, ff. 1r-2v, Canterbury?; Mercia?; Worcester?, IX secolo; frammento.
- Cambridge, University Library, Add. 4219, ff. 1r-2v, Germania?, IX secolo; frammento.
- Hereford, Cathedral Library, P.I.17, ff. 1r-103r, Cirencester, XII-XIII secolo.
- London, British Library, Add. 50483, Inghilterra, IX secolo.
- London, British Library, Add. 71687, Inghilterra, IX secolo.
- London, British Library, Harley 3013, Inghilterra, XII secolo.
- London, British Library, Royal 5.E.XI, Canterbury, X-XI secolo.
- London, British Library, Royal 5.F.III, Mercia?; sud Inghilterra, IX secolo.
- London, British Library, Royal 6.A.VI, ff. 9v-109r, sud-est Inghilterra, IX-XI secolo; glossato.
- London, British Library, Royal 6.B.VII, Exeter, XI secolo.
- London, British Library, Royal 7.D.XXIV II, ff. 82r-162v, 166-168v, Winchester?; Canterbury?; Glastonbury?, ca. 930; con glosse della seconda metà del X secolo.
- London, Lambeth Palace Library, 200 II, ff. 66-113, Canterbury, X secolo.
- New Haven, CT, Yale University, Beinecke Rare Book and Manuscript Library, 401, Inghilterra, IX secolo; textus Aldhelmianus.
- New Haven, CT, Yale University, Beinecke Rare Book and Manuscript Library, 401A, Inghilterra, IX secolo; textus Aldhelmianus.
- Oslo and London, The Schøyen Collection, 197, Inghilterra, IX secolo.
- Oxford, Bodleian Library, Bodl. 97 (S.C. 1928), XI secolo.
- Oxford, Bodleian Library, Digby 146 (S.C. 1747), ff. 1r-95v, Canterbury, X secolo.
- Oxford, Bodleian Library, Lat. theol. d. 24 (S.C. 30591), Inghilterra, IX secolo.
- Philadelphia, PA, Free Library of Philadelphia, John Frederick Lewis Collection ET 121, Inghilterra, IX secolo.
- Salisbury, Cathedral Library, 38, X secolo.
- Wolfenbüttel, Herzog August Bibliothek, Helmst. 365 (400), ff. 1-43, X secolo.
- Würzburg, Universitätsbibliothek, M.p.th.f. 21, ff. 2r-50r,  Würzburg, 833-842; textus Aldhelmianus.

### Epistola ad Acircium
Il titolo che si riferisce a una complessa opera in forma di lettera dedicata all’amico e re Aldfrith di Northumbria (685-705), qui indicato col soprannome Acircium e probabilmente inviatagli poco dopo la sua elezione al trono. Essa si compone di quattro parti e sarebbe stata così assemblata da Aldelmo stesso:
- Un trattato allegorico del numero sette.
- De metris: trattato di introduzione alla metrica che contiene una descrizione delle proprietà del verso esametro. Destinatari sono probabilmente i suoi studenti.
- De pedum regulis: trattato si pone come obiettivo quello di presentare e classificare, attraverso esempi, i ventotto tipi di piede metrico. Come il precedente, anche questo aveva uno scopo didattico ed era destinato agli studenti.
- Enigmata: comprende cento indovinelli in metrica.

Ciascuna sezione era pensata come a sé stante, l’opera infatti fu raramente trasmessa integralmente. Solo cinque manoscritti riportano l’Epistola ad Acircium nella sua interezza e deriverebbero da un archetipo corrotto; si veda l’elenco che segue:
- Bruxelles, Bibliothèque royale, 4433-4438, Saint-Amand, IX secolo.
- Karlsruhe, Badische Landesbibliothek, Aug. perg. 85, Reichenau, IX secolo.
- Città del Vaticano, Biblioteca Apostolica Vaticana, Pal. lat. 1753, Lorsch, VIII secolo.
- Paris, Biblioteca nazionale di Francia, lat. 2339, Limoges, Saint-Martial, IX secolo.
- Sankt Gallen, Stiftsbibliothek, 1394, pp. 121–122, 125-128, Germania, VIII secolo.

Vi sono poi tre frammenti che ospitano parti diverse dell’opera:
- Miskolc, Zrinyi Ilona Secondary School, s.n., Sud Inghilterra, VIII secolo: parte del De pedum regulis e parte degli Enigmata.
- Paris, Bibliothèque Saint-Geneviève, 2410, St Augustine’s, Canterbury, XI secolo: parte del De metris;
- Verdun, Bibliothèque municipale, 36, XI secolo: parte del De metris.

Vi sono quindi i tre manoscritti che presentano parte dell’Epistola e che collocano i trattati in metrica all’inizio:
- Valenciennes, Bibliothèque municipale, 376, Saint-Amand, IX secolo.
- Valenciennes, Bibliothèque municipale, 378, Saint-Amand, IX secolo.
- Bruxelles, Bibliothèque royale, 9581-9595, nord-est Francia, IX secolo.

Tra le partizioni dell’Epistola, destano particolare interesse gli Enigmata. Gli indovinelli metrici circolavano infatti già da diversi anni, prima della compilazione dell’Epistola; Aldelmo avrebbe quindi revisionato e corretto il testo includendolo in un secondo momento all’interno della Epistola. Per questa ragione, agli Enigmata sono state attribuite due redazioni, la prima della quale costituirebbe a rigor di logica l’opera aldelmiana più antica tra quelle sopravvissute. Il suo testo è trasmesso dai seguenti manoscritti:
- Sankt-Peterburg, Rossijskaja Nacional'naja Biblioteka, Q. v. I. 15, Corbie o Inghilterra sud-occidentale, VIII secolo.
- Bruxelles, Bibliothèque royale, 10615-10729, Trier, XII secolo.
- Bruxelles, Bibliothèque royale, 9799, Trier, XII secolo. Questo manoscritto è apografo del precedente.

Successivamente, a partire da un manoscritto contenente per intero il testo dell’Epistola, qualcuno estrapolò la collezione dei cento indovinelli, dando vita a una copia che risulta essere a capo di una famiglia di circa sedici manoscritti, datati tra la fine dell’VIII secolo e l’XI:
- London, British Library, Royal 15. A. XVI, nord Francia, IX-X secolo.
- London, British Library, Royal 12. C. XXIII, Christ Church, Canterbury, X o XI secolo.
- Cambridge, University Library, Gg. 5. 35, St Augustine’s, Canterbury, XI secolo.
- Einsiedeln, Stiftsbibliothek, 302, X secolo.
- Oxford, Bodleian Library, Rawlinson C. 697, nord-est Francia, IX secolo.
- Wolfenbüttel, Herzog August Bibliothek, Gud. lat. 331, X-XI secolo.
- Leiden, Universiteitsbibliotheek, Voss. lat. oct. 15, Limoges, Saint-Martial, X-XI secolo.
- Leipzig, Universitätsbibliothek, Rep. I. 74, ovest Francia, IX secolo.
- Paris, Biblioteca nazionale di Francia, lat. 16700, IX-X secolo.
- Paris, Biblioteca nazionale di Francia, lat. 7540, X secolo.
- Paris, Biblioteca nazionale di Francia, lat. 2773, IX secolo.
- Paris, Biblioteca nazionale di Francia, lat. 8440, X secolo.
- Sankt-Peterburg, Rossijskaja Nacional'naja Biblioteka, F. v. XIV. 1 + Paris, Biblioteca nazionale di Francia, lat.13048, ff. 31-58, Corbie, VIII-IX secolo.
- Sankt Gallen, Stiftsbibliothek, 242, Sankt Gallen, X secolo.
- Bremen, Staats- und Universitätsbibliothek, 651, St Gallen, X secolo.
- Città del Vaticano, Biblioteca Apostolica Vaticana, Reg. lat. 2078, Reims, IX secolo.
- Paris, Biblioteca nazionale di Francia, lat. 8069, XI secolo.
- Città del Vaticano, Biblioteca Apostolica Vaticana, Ottob. lat. 35, X secolo.
- Città del Vaticano, Biblioteca Apostolica Vaticana, Reg. lat. 1553, IX secolo. - Città del Vaticano, Biblioteca Apostolica Vaticana, Pal. lat. 1719, IX secolo.

### Carmina ecclesiastica
Risalente all’abbaziato a Malmesbury la Carmina ecclesiastica è una raccolta dei tituli (versi dedicatori) composti da Aldelmo dopo il viaggio a Roma e destinati a essere trasformati in iscrizioni per le sue chiese e gli altari.
Essa si compone di cinque parti:
1. Un titulus di 21 versi per una chiesa non identificata dedicata ai SS. Pietro e Paolo, forse a Malmesbury.
2. Un titulus di 31 versi per una chiesa non identificata dedicata alla Vergine Maria, forse anch’essa situata a Malmesbury.
3. Un lungo componimento poetico di 85 versi che celebra una chiesa edificata per conto di una certa Bugga (che forse può essere identificata con Osburg, la sorella di Aldelmo). I primi 60 versi erano forse da intendersi come titulus per una chiesa non identificata, l’abside della quale era dedicato alla Vergine Maria; questo porterebbe a pensare che si tratti della stessa chiesa della seconda e precedente sezione.
4. Una sequenza di 12 tituli per altari dedicati agli apostoli, in una chiesa non identificata ma che forse corrisponde a quella di cui si parla nella prima sezione.
5. Un titulus per un santuario dedicato all’apostolo Mattia, l’ultimo arrivato dopo Giuda.

I vari tituli non circolavano come collezione, ma individualmente; l’opera è stata così denominata da Ehwald nell’edizione del 1919.Nonostante non sia sopravvissuto nessun manoscritto inglese, la tradizione indiretta attesta che i componimenti circolavano separatamente in Inghilterra: il poeta Aediluulf riporta la citazione del componimento III nel suo poema De abbatibus (ca. inizio IX secolo) e Faritius di Arezzo, biografo di Aldelmo e vissuto a Malmesbury nell’ultimo decennio dell’XI secolo, ci ha lasciato una testimonianza del titulus I, che sarebbe altrimenti andato perduto; lo stesso componimento è presente nei Gesta pontificum Anglorum di Guglielmo di Malmesbury.
I quattro manoscritti oggi conservati riportano in ordine sparso i vari componimenti, eccezion fatta per il I, che risulta assente in tutti e quattro i testimoni. Di seguito l’elenco:
- Berlin, StaatsbibliothekzuBerlin - PreußischerKulturbesitz, Phillipps 1825 (Rose 167), IX secolo: parte di II, III e IV.i-xiii.
- Città del Vaticano, Biblioteca Apostolica Vaticana, Reg. lat. 251, ff. 2r-10v, ca. 8430-840: II, III, IV.i-xii, V, IV. xiii.
- Paris, Biblioteca nazionale di Francia, lat. 8318 IV, ff. 73r-80r, ca. terzo quarto del IX secolo: II, III, IV (i-xii), V, IV. xiii.
- Sankt Gallen, Stiftsbibliothek, 869, metà IX secolo: II, IV. i-xii e xiii, V.

Vi sarebbe inoltre una quinta testimonianza che corrisponde a una edizione a stampa del 1617 preparata da André Duchesne, che trasferì in questa sede il contenuto di un manoscritto del IX secolo, andato in seguito perduto, il quale riportava i componimenti II, III, IV e V.

### Epistolae
Anch'esse risalenti all’abbaziato a Malmesbury, le Epistolae sono composte da circa tredici lettere che rappresentano la corrispondenza che l’abate intratteneva con sovrani, ecclesiastici, nobili laici e anche studenti.  Possono essere così suddivise:
1. Aldelmo a un vescovo non specificato del West Saxons, o Leuthere (670-6) o Hæddi (676-705).
2. Aldelmo all’abate Adriano di Canterbury.
3. Aldelmo allo studente Wihtfrith, che si accingeva a partire per gli studi in Irlanda.
4. Aldelmo a Geruntius, re di Dumnonia, sul calcolo della Pasqua.
5. Aldelmo al collega Heahfrith, di ritorno dall’Irlanda, sul prestigio della scuola di Canterbury rispetto a quelle irlandesi.
6. Un anonimo studente irlandese richiede al maestro Aldelmo la copia di un libro.
7. Aethilwald ad Aldelmo, include copie del proprio poema.
8. Aldelmo alla Badessa Sigegyth, sul battesimo di una monaca.
9. Cellanus, abate di Péronne, domanda ad Aldelmo copie dei suoi scritti.
10. Aldelmo risponde a Cellanus.
11. Aldelmo invia un’esortazione morale al suo studente Aethilwald.
12. Aldelmo invia un incoraggiamento agli abati del vescovo esiliato Wilfrid.
13. Aldelmo domanda a Winberht sulla restituzione di una proprietà presso Malmesbury.

Le lettere non vennero mai trasmesse come un'unica collezione. Sette sono sopravvissute solo come estratti citati nei Gesta pontificum Anglorum di Guglielmo di Malmesbury e sono le seguenti: II, III, IX, X, XI, XII e XIII. Altre cinque sono contenute in un singolo manoscritto esemplato a Mainz, che deriva probabilmente da una copia spedita da Malmesbury a Lul, successore dell’arcivescovo di Mainz Bonifacio e alunno dello stesso Aldelmo: Wien, Österreichische Nationalbibliothek, lat. 751, Mainz, IX secolo; si tratta delle lettere I, IV, VI, VII e VIII. La lettera V, forse per il contenuto fortemente elogiativo che esalta l’eccellenza della scuola inglese, è quella che ha avuto maggiore fortuna; essa è infatti conservata in sei manoscritti di origine inglese:
- Oxford, Bodleian Library, Digby 146, Abingdon, X secolo.
- London, British Library, Cotton Domitian ix, Canterbury, X secolo.
- London, British Library, Royal 7. D. XXIV, sud Inghilterra, Xsecolo.
- London, British Library, Harley 3013, nord Inghilterra, XII secolo.
- London, British Library, Royal 6. A. VI, Canterbury, X secolo.
- Salisbury, Cathedral Library, 38, Canterbury, X secolo.

Eccezion fatta per il secondo manoscritto, i restanti cinque tramandano anche il De virginitate; la scelta di accompagnare al trattato in prosa questa lunga lettera di ardua lettura, per la difficoltà del latino adottato dall’autore, potrebbe essere stata dettata da uno scopo didattico e indirizzata quindi ai numerosi studenti delle scuole inglesi.
È poi da ricordare un ultimo manoscritto composito del XIII: Cambridge, Gonville and Caius College, 68/35.
Diverse lettere potrebbero corrispondere al periodo di episcopato di Aldelmo, ma rimane incerta la datazione.

### Altre epistole
Gli scritti composti durante l’espiscopato presso Sherborne sono riconoscibili per la formula canonica servus servorum Dei con la quale Aldelmo designa sé stesso.
Esse furono composte a Sherborne; la datazione delle lettere è incerta e non consente di comprendere quali appartengano al periodo dell’episcopato. Si veda quanto detto sopra.
Le opere ad oggi non ancora datate sono le seguenti:

### Carmen de Virginitate (et De octo principalibus vitiis)
Non datata, anch'esso fu composto a Sherborne. Il poema, composto da 2900 esametri, è probabilmente successivo al De virginitate. Destinatario è anche in questo caso un pubblico femminile, al quale Aldelmo si rivolge per lodare la verginità dentro la prigione della carne.
È conservato in una trentina di manoscritti, di cui due frammentari, datati tra l’VIII e il XII secolo. Un certo numero di versi è stato inoltre trasmesso da un florilegio di Alcuino, il De laude Dei, conservato da due manoscritti del IX e del X secolo: El Escorial, Real Biblioteca de San Lorenzo de El Escorial, b.IV.17; Bamberg, Staatsbibliothek, Patr. 17 (B.II.10). L’opera è stata trasmessa sotto forma di due redazioni distinte, di cui la prima è presente nella maggior parte dei manoscritti. La seconda invece riguarda una famiglia minore di manoscritti inglesi e rappresenta una versione semplificata dal punto di vista lessicale del testo; Ehwald la attribuisce a una mano benedettina del X secolo, che avrebbe agito nel pieno della riforma del movimento. Di seguito l’elenco dei manoscritti:
- Bruxelles, Bibliothèque Royale «Albert Ier», 4433-38.
- Cambridge, Corpus Christi College, Ms. 285 (N. 31) II; seconda redazione.
- Cambridge, University Library, Gg.V.35 (1567), ff. 280r-319v.
- Città del Vaticano, Biblioteca Apostolica Vaticana, Reg. lat. 329, ff. 123r-167r.
- Città del Vaticano, Biblioteca Apostolica Vaticana, Reg. lat. 2078, incompleto (vv. 153-2700).
- Cortona (Arezzo), Biblioteca Comunale e dell'Accademia Etrusca, 83, ff. 1r-74r, acefalo.
- Cortona (Arezzo), Biblioteca Comunale e dell'Accademia Etrusca, 83, ff. 1r-74r, acefalo.
- Gent, Centrale Bibliotheekder Rijksuniversiteit, 246; seconda redazione.
- Gotha, Forschungs- und Landesbibliothek (olim Forschungsbibliothek), Mbr. I. 75 II, ff. 25r-69r[12].
- Kassel, Universitätsbibliothek Kassel - Landesbibliothek und Murhardsche BibliothekderStadt Kassel, Theol. 8° 61, frammenti.
- Montecassino (Frosinone), Archivio dell'Abbazia (Biblioteca Statale del Monumento Nazionale), 152 II, pp. 67–157, acefalo e mutilo.
- München, Bayerische Staatsbibliothek, Clm 23486, ff. 3r, 3v-28v, frammentario. -Orléans, Archives DépartementalesduLoiret, H. 20, p. 59, 59-60, vv. 842-880 e 2024-2050. -Oxford, Bodleian Library, Bodl. 49 (S.C. 1946); seconda redazione. -Oxford, Bodleian Library, Bodl. 577 (S.C. 27645). -Oxford, Bodleian Library, Rawlinson C. 697 (S.C. 12541); seconda redazione[13].
- Paris, Biblioteca nazionale di Francia, lat. 2339.
- Paris, Biblioteca nazionale di Francia, lat. 16668, ff. 23r-39r.
- Paris, Biblioteca nazionale di Francia, lat. 16700.
- Pommersfelden, GräflichSchönbornscheBibliothek, 308 (2883).
- SanktGallen, Stiftsbibliothek, 242, pp. 50–167.
- SanktGallen, Stiftsbibliothek, 263, pp. 64–180, 180-200.
- Sankt-Peterburg, RossijskajaNacional'najaBiblioteka, lat. F.v.XIV.1, ff. 111v-122r.
- Wertheim, EvangelischeKirchenbibliothek, s.n., frammentario.
- Wien, ÖsterreichischeNationalbibliothek, 969, 1r-55r, glossato.
- Würzburg, Universitätsbibliothek, M.p.th.f. 67, f. 1r, frammenti.
- Zürich, Zentralbibliothek, C 59 (274; cat. 89), ff. 2r-62v.

### Carmen rhytmicum
Questo è un poema composto da duecento ottosillabi ritmici che racconta della miracolosa sopravvivenza di una comunità cristiana in seguito a una violenta tempesta che sorprese i fedeli in una chiesa nei pressi di Devon. Questa esperienza umana estrema ha tutto il sapore dell’epica tradizionale e si rifà a uno scenario che potrebbe ricordare il giorno del Giudizio. Il testo è introdotto da dei versi dedicatori rivolti ai casses obses, raffinato gioco di parole ideato dall’autore che si traduce in antico inglese con helm e gils, letteralmente “elmo” e “ostaggio”; unendo così i due termini di gusto germanico, si riesce a identificare il destinatario dell’opera, un certo abate Helmgils, forse il primo di Glastonbury. L’opera si è conservata in un unico testimone che conteneva non pochi errori, la cui segnatura è Wien, Österreichische Nationalbibliothek, lat. 751, Mainz, IX secolo.

## Genealogia episcopale
La genealogia episcopale è:
- Arcivescovo Gonduino di Lione
- Arcivescovo Bertoaldo di Canterbury
- Vescovo Aldelmo di Malmesbury

## Edizioni e traduzioni moderne

### Edizioni
- R. Ehwald, Aldhelmi opera, in MGH, Auct. ant. XV,2001 (riproduzione dell’edizione MGH 1919).
- S. Gwara, Aldhelmi Malmesbiriensis Prosa de virginitate: cum glosa Latina atque Anglosaxonica, Turnhout, Brepols, 2001.

### Traduzioni
- Aldhelm, The prose works, trad. in inglese a cura di M. Lapidge, M. Herren, Woodbridge, Boydell&Brewer, 2009.
- Aldhelm, The poetic works, trad. in inglese a cura di Michael Lapidge e James L. Rosier, Woodbridge, Boydell& Brewer, 2009.
- Saint Aldhelm'sRiddles, trad. in inglese a cura di A.M. Juster, University of Toronto Press, 2015.
- Through a Gloss Darkly: Aldhelm’sRiddles in the British Library ms Royal 12.C.xxiii, ed. e trad. in inglese a cura di Nancy Porter Stork, Toronto, Pontifical Institute of Mediaeval Studies, 1990.
- The Riddles of Aldhelm. Testo e trad. in inglese a cura di James Hall Pittman, Hamden, Conn., 1970.